# Dannyho parťáci 2
Dannyho parťáci 2 (v anglickém originále Ocean’s Twelve) je americký kriminální film z roku 2004. Režisérem filmu je Steven Soderbergh. Hlavní role ve filmu ztvárnili George Clooney, Brad Pitt, Matt Damon, Bernie Mac a Elliott Gould.

## Obsazení
| George Clooney       | Danny Ocean          |
| Brad Pitt            | Rusty Ryan           |
| Matt Damon           | Linus Caldwell       |
| Bernie Mac           | Frank Catton         |
| Elliott Gould        | Reuben Tishkoff      |
| Casey Affleck        | Virgil Malloy        |
| Scott Caan           | Turk Malloy          |
| Eddie Jemison        | Livingston Dell      |
| Don Cheadle          | Basher Tarr          |
| Shaobo Qin           | Yen                  |
| Carl Reiner          | Saul Bloom           |
| Julia Roberts        | Tess Ocean/sama sebe |
| Catherine Zeta-Jones | Isabel Lahiri        |
| Andy Garcia          | Terry Benedict       |
| Vincent Cassel       | Francois Toulour     |
| Albert Finney        | Gaspar LeMarc        |
| Eddie Izzard         | Roman Nagel          |
| Bruce Willis         | sám sebe             |
| Robbie Coltrane      | Matsui               |